# كريستوف مولر (مدير)
كريستوف مولر (بالألمانية: Christoph Müller)‏ هو مدير ألماني، ولد في 17 ديسمبر 1961 في فوبرتال في ألمانيا.